# Петренково (Воронежская область)
Петренково — село в Острогожском районе Воронежской области.
Административный центр Петренковского сельского поселения.

## Название
Название хутор получил по имени первого переселенца — Семена Петренко. 

## История
Впервые населенный пункт Петренково отмечен на карте 1780 года. Основали его выходцы из Острогожска, Урыва и других поселений уезда, располагавшихся на левом берегу реки Тихой Сосны. 
В середине XIX века в слободе насчитывалась 841 «ревизская душа», в том числе 405 мужчин и 436 женщин. К началу XX века в селе было уже около 200 дворов и 1457 жителей.
В 1850 году Петренково входило в Петренковскую волость (ГАВО Ф.И18, оп.1, д.463), далее до 1900 года Дальнеполубянскую, а после — в Гниловскую волость Острогожского уезда.

## Население
| 1859 | 1897  | 2000 | 2005 | 2010 |
| ---- | ----- | ---- | ---- | ---- |
| 954  | ↗1319 | ↘465 | ↘451 | ↗543 |

## Инфраструктура

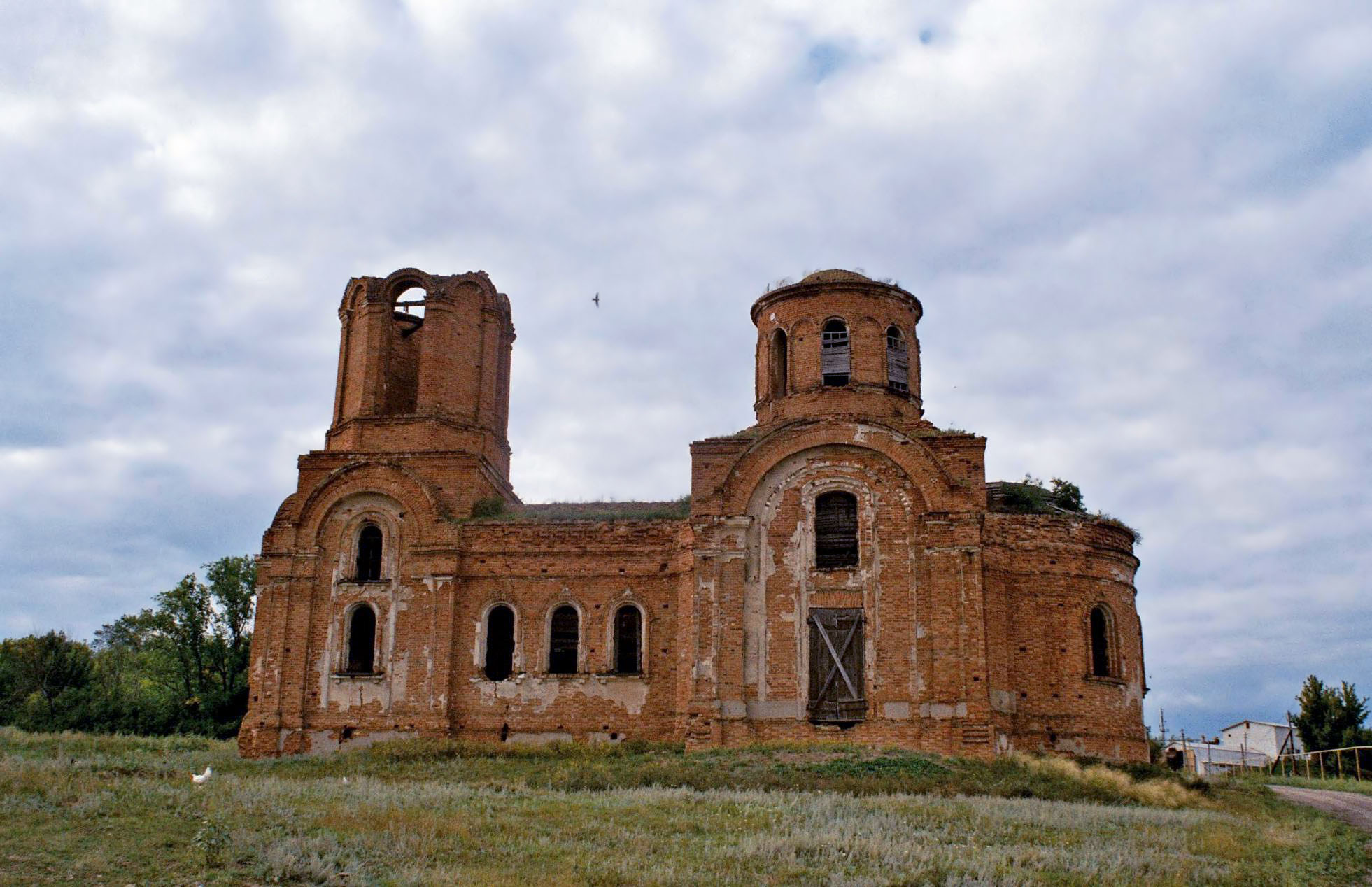
Церковь Сошествия Святого Духа в Петренково

В селе имеется общеобразовательная школа.
Четыре улицы — Луговая, Мира, Пролетарская, Степная и один переулок — Садовый.

## Русская православная церковь
Здесь находится церковь Сошествия Святого Духа — православный храм Россошанской и Острогожской епархии Воронежской митрополии, построенный в 1866 году и освященный 20 мая 1868 года.